# Megachile tuberculata
Megachile tuberculata är en biart som beskrevs av Smith 1857. Megachile tuberculata ingår i släktet tapetserarbin, och familjen buksamlarbin. Inga underarter finns listade i Catalogue of Life.